# Перепілка звичайна
Перепілка звичайна (Coturnix coturnix) — птах родини фазанових (Phasianidae), один з кількох десятків видів під загальною назвою перепілка. В Україні гніздовий, перелітний, зрідка зимуючий птах. Населяє відкриті простори на рівнині і в горах, найчастіше — поля зернових культур. Цінний мисливський птах, проте чисельність протягом останніх десятирічь скорочується.

## Опис

### Морфологічні ознаки
Маса тіла 110—140 г, довжина тіла 16-18 см, розмах крил 32-35 см. У дорослого самця поздовжня смуга, яка проходить через тім'я, «брови», щоки і смуга, яка окреслює знизу горло, вохристо-жовті; підборіддя і горло чорні; верх бурий, з чорною і білуватою строкатістю; воло рудувате; груди і черево вохристі; на боках тулуба поздовжній рисунок з вохристих і темно-бурих смуг; махові пера бурі, з вохристими поперечними смужками; дзьоб темно-сірий; ноги бурувато-сірі. У дорослої самки, яка в цілому подібна до дорослого самця, підборіддя і горло жовтувато-білі. Молодий птах схожий на дорослу самку, але світліший.
Від деркача відрізняється меншими розмірами, коротшою шиєю, бурими крилами і тим, що в польоті ноги не виступають за хвостом.

### Звуки
Самець у період розмноження часто подає характерне «вік — під — підьом — під — підьом», зрідка — тихіше «хав — хав».

## Поширення
Ареал охоплює Південну Африку на північ до басейну Конго, Уганди і Кенії. Північна Африка від Марокко на схід до Тунісу, на південь приблизно до 30-ї паралелі і область нижньої течії Нілу. Євразія від атлантичного узбережжя на схід до верхньої частини басейна Лени, Байкала, Кентея, західної частини Сіньцзяну; в північній Індії на схід до Ассама. На північ до південної частини Скандинавії, південної Фінляндії, в європейській частині Росії до 63-ї паралелі, в області Уральського хребта до 64-ї паралелі, в Західному Сибіру до 62-ї паралелі, в долині Єнісею до 63-ї паралелі, в басейні Нижньої Тунгуски до 61-ї паралелі, в долині Лени до 60-ї паралелі. На південь до узбережжя Середземного моря, Малої Азії, північного узбережжя Перської затоки, південного Ірану, південного Афганістану, північного Белуджистану, середньої частини півострова Індостан, Ассама. Населяє острови: Мадагаскар, Коморські, Зеленого Мису, Канарські, Мадейру, Азорські, Фарерські, Британські, острови Середземного моря.
З помірної зони відлітають зимувати в тропічну Африку та Індію.

## Таксономія

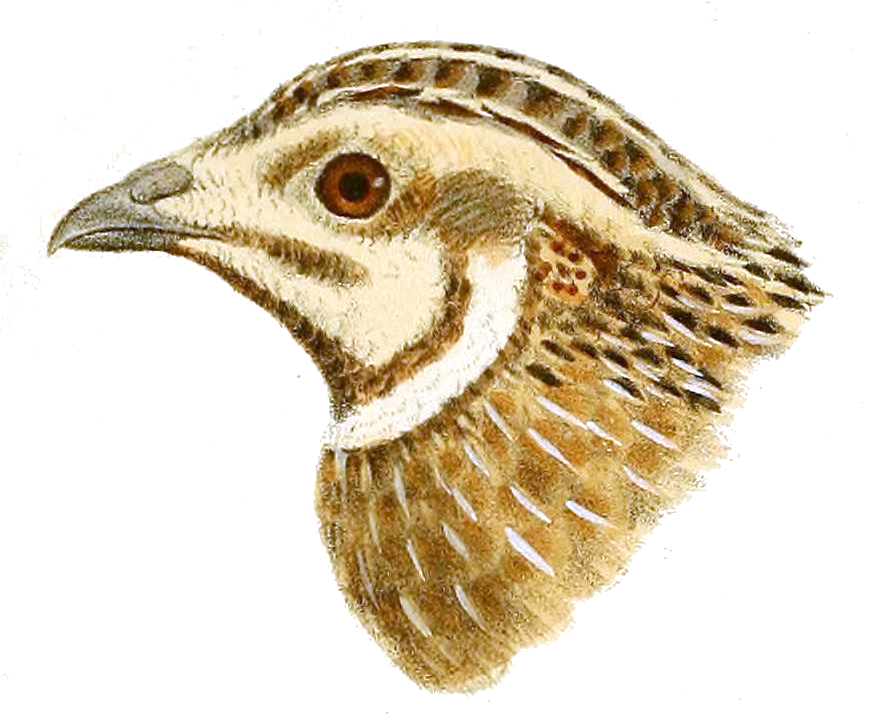
Голова номінативного підвиду

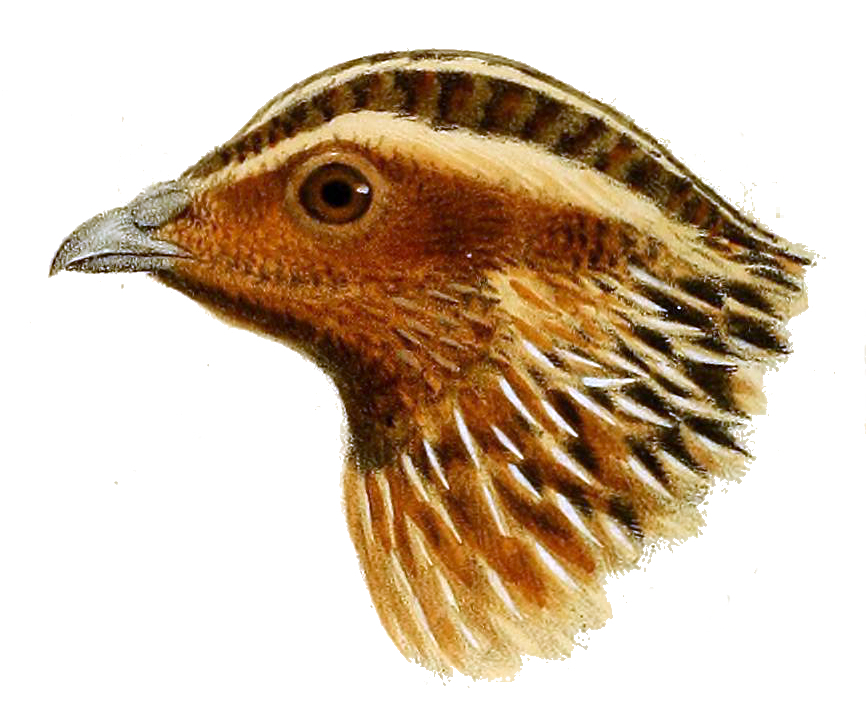
Голова підвиду C. c. africana

Звичайна перепілка розділяється на 8 підвидів, які відрізняються за особливостями забарвлення та поширенням:
- C. c. africana
- C. c. confisa
- C. c. conturbans
- C. c. coturnix
- C. c. erlangeri
- C. c. inopinata
- C. c. parisii
- C. c. ragonierii

## Чисельність
Чисельність в Європі оцінена в 2,8—4,7 млн пар, що становить 5-24 % від світової популяції. Загальну чисельність виду оцінюють в 35-300 млн особин, проте вона потребує уточнення. Популяція має тенденцію до скорочення.
В Україні станом на рік чисельність виду оцінювали в 100—160 тис. пар. За іншими даними (Яненко, 2002) чисельність популяцій перепілки в Україні становить 1,26 млн вокалізуючих самців, а враховуючи полігамію виду, може становити як мінімум, 2,5-3,8 млн дорослих особин.
В Україні щільність гніздування в агроценозах в різних рігіонах становить 9,6-1,35 ос/км2, на сезонно-зволожених луках — 6,0-8,1 ос/км2, на суходольних луках — 7,3-12,0 ос/км2, на остепнених луках — 6,8 ос/км2, серед чагарників, лісосумуг і балок — 6,8 ос/км2.

## Міграції
На території України весняна міграція цього виду проходить двома основними шляхами: Північно-Західно-Північним та Південно-Східно-Південним. Перший шлях пролягає із заходу, огинаючи Карпати. Цим шляхом перепілка поширюється по всій Західній Україні (Волинська, Рівненська, Львівська, Тернопільська, Івано-Франківська, Чернівецька, Хмельницька та, можливо, Закарпатська і частково Житомирська та Вінницька області). Міграція проходить в основному в південно-західному напрямку.
Інший шлях (Південно-Східно-Південний) проходить через АР Крим, Херсонську, Миколаївську, Одеську, Кіровоградську, Запорізьку, Донецьку, Луганську і частково Харківську області. На межі Дніпропетровської та Запорізької областей міграційний потік перепілок ділиться на дві частини. Другий міграційний потік має північно-західно-північний напрямок. Він поширюється на Центральну (Полтавська, Черкаська та частково Вінницька області), Північну (Київська, Чернігівська, Сумська області) та Східну (Донецька та Луганська області) Україну.
Птахи, які мігрують першим міграційним шляхом потрапляють на територію України з країн Західної Європи, де вони зимують. Перепілки, що летять цим шляхом, з'являються на місцях гніздівлі пізніше ніж інші. Птахи, що летять Південно-Східно-Південним міграційним потоком зимують в країнах Африки, Близького Сходу та на території азійської частини Туреччини і потрапляють до України через акваторію Чорного моря.
Весняна міграція починається в південних областях з першої декади квітня, в північних — в першій декаді травня.
Осінній відліт у більшості областей України відбувається протягом вересня, на півдні та сході країни — у першій декаді жовтня..

## Місця існування
В Україні основна маса популяцій перепілки, від 50,8 % (зона мішаних лісів) до 73,6 % (зона широколистяних лісів), зосереджена в агроценозах. У зоні мішаних лісів та в зоні широколистяних лісів найбільша частка популяцій виду зосереджена на площах засіяних тритикале (47 % та 42 % відповідно). У зонах лісостепу та степу високі частки гніздових популяцій птахів розміщені на площах парів (42 % та 58 % відповідно). У Карпатській гірській ландшафтній країні основна частка популяцій сконцентровані на площах з житом (65 %).

## Гніздування

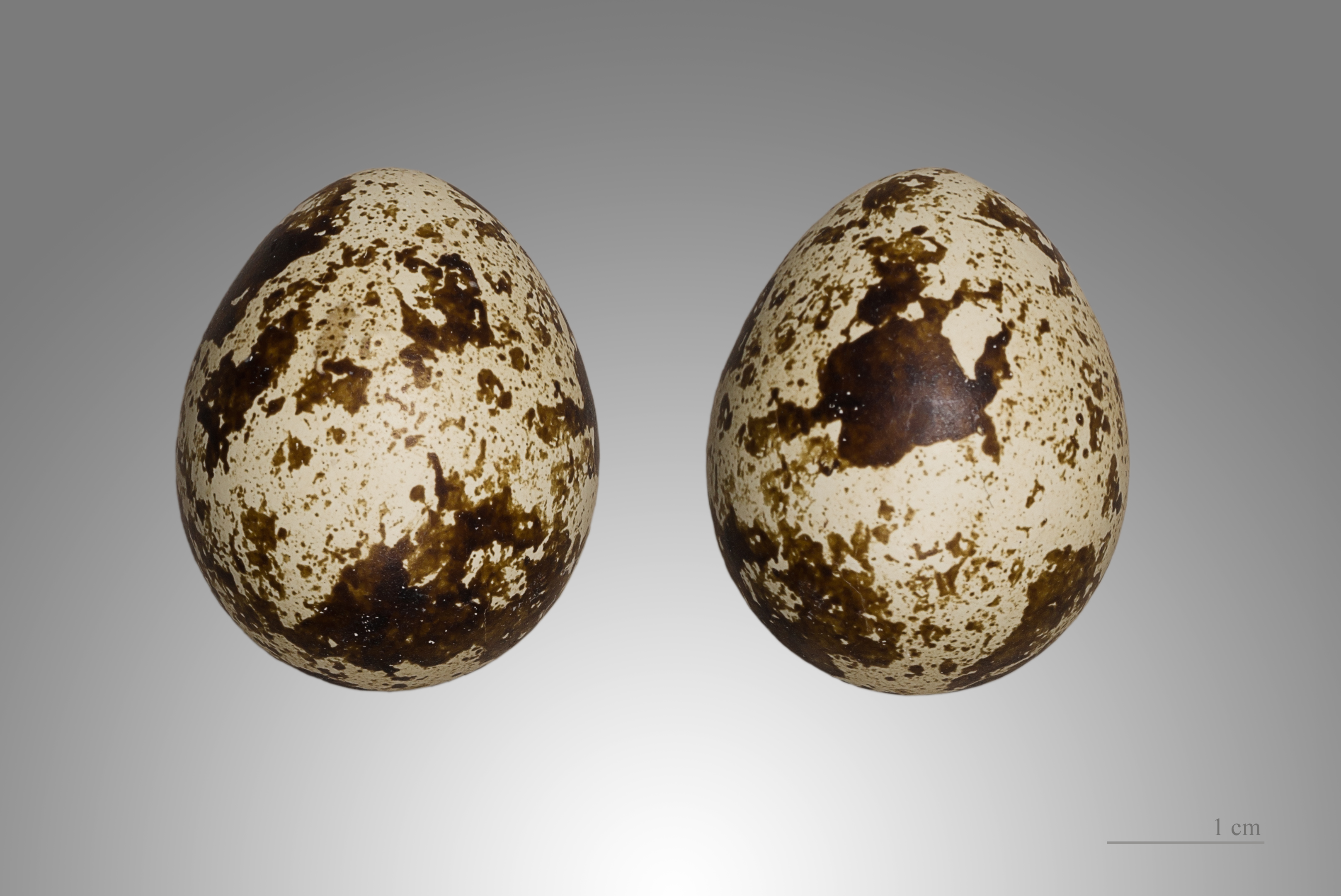
Кладка перепілки в оологічній колекції

Пар, навіть тимчасових, перепілки не утворюють. Самки відкладають від 8 до 18 яєць в невеличку ямку, вистелену сухими стеблами і добре замасковану у траві. Відкладання яєць починається не раніше середини травня, а повні кладки зустрічаються починаючи з кінця травня протягом всього літа. Насиджування яєць триває близько 17 днів; насиджує яйця та піклується про пташенят тільки самка. Пташенята виводкові — тільки-но обсохнуть, залишають гніздо, а через кілька днів можуть уже перелітати на коротку відстань.

## Значення для людини

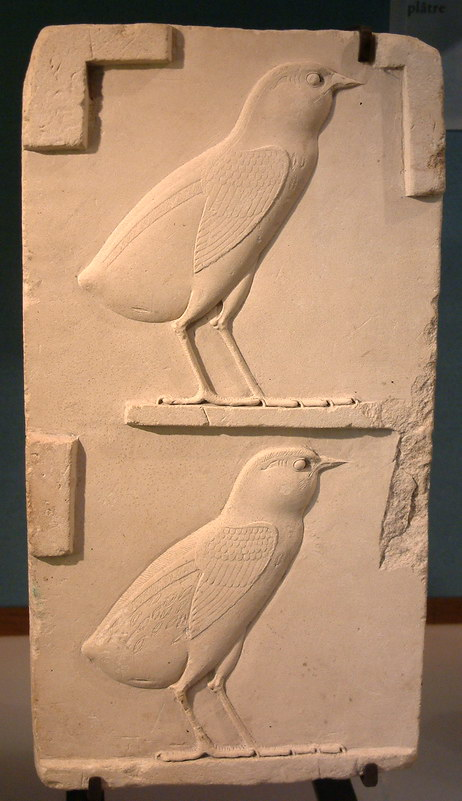
Ієрогліфи Стародавнього Єгипту із зображенням перепілки (Лувр, Париж)

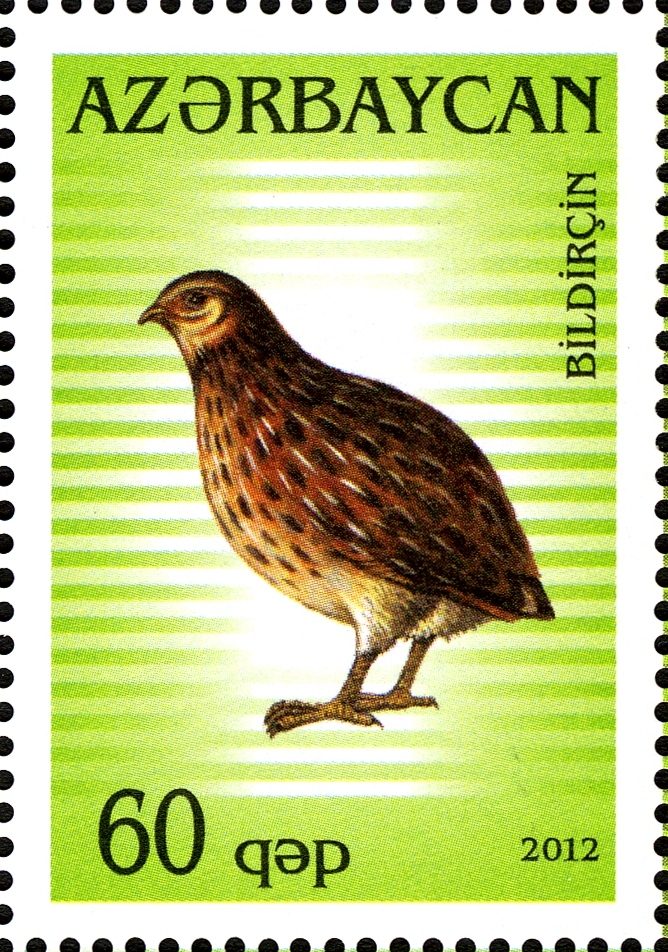
Перепілка на поштовій марці Азербайджану

У Стародавньому Єгипті зображення перепела використовували як ієрогліф для звуків «в» та «у»: 
| w |

У дореволюційні Російській імперії (в Росії, Україні) (до 1917 року) перепілок тримали у неволі як співочого птаха — самців цінували за мелодійні звуки.
У Туркестані перепілок також використовували для проведення перепелиних боїв.
Перепілка є традиційним мисливським птахом. М'ясо перепілки дуже смачне і вважається делікатесом. У минулому птахів відловлювали сітками різноманітної конструкції, інколи з використанням живих самців як приманки. Полювали на перепілок також з яструбами та з рушницями.
Неволю звичайна перепілка переносить добре. Проте з метою вирощування на м'ясо та для отримання яєць у наш час, як правило, тримають одомашнених японських перепілок, які візуально подібні до звичайних.

## Охорона
У Червоному списку МСОП перепілка належить до видів із найменшим ризиком. Попри широке поширення та високу чисельність виду, популяція звичайної перепілки скорочується. Головними причинами цього є масовий відлов сітками птахів під час міграцій, а також зміна системи ведення сільського господарства, особливо використання пестицидів.